# Obi-Wan Kenobi
Pour les articles homonymes, voir Obi-Wan Kenobi (homonymie).
Personnage de fiction apparaissant dans
Star Wars.
Obi-Wan Kenobi, également dit Ben Kenobi, est un personnage de fiction dans l'univers de la série cinématographique Star Wars, créée par George Lucas. Il est un chevalier et maître Jedi, personnage emblématique de la saga. Il fut, jusqu'à la sortie de Rogue One en 2016, l'un des seuls personnages à faire son apparition dans chaque film, que ce soit en présence réelle, en forme de « fantôme », ou même simplement en caméo où l'on n'entend que sa voix.
Il est tout d'abord le padawan de Qui-Gon Jinn avant de devenir lui-même l'instructeur d'Anakin Skywalker, puis de le laisser pour mort à l'issue d'un terrible combat après que ce dernier a choisi le côté obscur de la Force pour devenir Dark Vador, Seigneur Noir des Sith, bras armé de l'empereur galactique Palpatine ou Dark Sidious. Ces évènements sont relatés dans la prélogie (épisodes I, II et III).
Dans la trilogie originale (épisodes IV, V et VI), qui raconte les évènements survenant deux décennies plus tard, le vieil Obi-Wan, qui se fait désormais appeler Ben, met Luke Skywalker, le fils d'Anakin et Padmé Amidala, sur le chemin de la Force avant d'être tué par Vador. Il revient cependant régulièrement sous forme d'apparitions pour conseiller Luke.
Kenobi âgé est interprété par Alec Guinness dans la trilogie originelle tandis que sa version plus jeune l'est par Ewan McGregor dans la prélogie. Une série qui lui est consacrée, Obi-Wan Kenobi, située chronologiquement entre les épisodes III et IV, est diffusée en 2022 sur Disney +, où McGregor reprend son rôle, tout comme Hayden Christensen celui de Anakin Skywalker / Dark Vador.

## Apparitions

### Univers commun

#### La Menace fantôme
Lorsque la Fédération du commerce, manipulée secrètement par Dark Sidious, décide d'instaurer un blocus sur Naboo, le Sénat de la République galactique envoie deux Jedi, Qui-Gon Jinn et Obi-Wan Kenobi, négocier pour une résolution du conflit.
Dark Sidious convainc les dirigeants de la Fédération de tenter de tuer Qui-Gon et Obi-Wan. Toutefois, les deux Jedi échappent à l'ennemi en se rendant sous la surface de Naboo. Ils y rencontrent Jar Jar Binks puis rejoignent la reine de Naboo, Padmé Amidala, afin de lui permettre de quitter la planète devenue incertaine pour plutôt plaider sa cause à Coruscant auprès du Sénat.
Le groupe doit cependant se poser sur Tatooine en chemin, afin de trouver les pièces nécessaires à la réparation du vaisseau, et y trouve un esclave puissant dans la Force, Anakin Skywalker, que Qui-Gon parvient à libérer afin de l'emmener hors de Tatooine.
Alors qu'à Coruscant, Palpatine, qui cache son identité de Dark Sidious, est élu pour diriger le Sénat, les deux Jedi repartent à Naboo, où ils affrontent le mystérieux apprenti Sith Dark Maul. Obi-Wan voit Qui-Gon se faire tuer par Maul, mais le venge ensuite, tandis que la Fédération du commerce est défaite.
Malgré la mort de Qui-Gon et le refus du conseil Jedi et de Yoda dans un premier temps, Obi-Wan prend Anakin comme padawan, en espérant qu'il rétablira ainsi l'équilibre dans la Force. Il exauce ainsi les dernières paroles que Qui-Gon lui a prononcées avant de succomber au coup fatal de Maul. Il montre ainsi sa loyauté et son honnêteté.

#### L'Attaque des clones
Dix ans plus tard, Padmé Amidala, devenue sénatrice, est visée par plusieurs tentatives d'assassinat. Anakin Skywalker est chargé de la protéger tandis qu'Obi-Wan enquête à la recherche du responsable derrière ces attentats.
Obi-Wan se rend au restaurant d'un vieil ami, Dexter Jettster, qu'il surnomme « Dex ». Dexter reconnaît l'origine de la fléchette empoisonnée utilisée par l'assassin et en informe Obi-Wan.
Obi-Wan découvre à Kamino une armée de soldats clones produite par les kaminoens au cours des précédentes années sous demande du Jedi Sifo-Dyas. Il remarque que Jango Fett, le chasseur de primes à partir duquel ces soldats clones sont conçus, essaie de s'enfuir. Les deux s'affrontent sous la pluie. Jango parvient à quitter Kamino à l'issue de ce combat.
Obi-Wan apprend que le vice-roi de la Fédération du commerce cherche à se venger de sa défaite à Naboo en tuant Padmé. Il s'avère par ailleurs que Dooku, un ancien Jedi ayant basculé dans le Côté obscur, travaille en collaboration avec la Fédération et d'autres conglomérats industriel et financiers contre la République galactique, à l'aide d'une armée de droïdes, formant ainsi ce qui deviendra la Confédération des systèmes indépendants (CSI).
Obi-Wan parvient à en informer les Jedi, avant d'être fait prisonnier. Anakin et Padmé viennent à son secours, mais seulement pour se faire aussi capturer. Les Jedi arrivent ensuite, suivis de l'armée de clones, dirigée par Yoda. Dès lors, la guerre des clones commence.
Dès cette bataille de Géonosis, Obi-Wan et Anakin affrontent le comte Dooku. Anakin charge sur Dooku alors que les deux Jedi viennent à peine d'arriver, et est vite maîtrisé par l'ennemi, qui lui jette dessus des éclairs de Force. Obi-Wan tente ensuite de s'attaquer à Dooku, mais lui aussi est vaincu.

#### EntreL'Attaque des clonesetLa Revanche des Sith
Pendant la guerre des clones, Obi-Wan commande le 212e bataillon de la République galactique. Il travaille alors en collaboration avec le commandant clone Cody.
Durant cette guerre, Obi-Wan voit sa vie sauvée par son apprenti Anakin Skywalker à une dizaine de reprises.
Obi-Wan simule sa mort afin d'usurper ensuite l'identité du chasseur de primes Rako Hardeen. Comme sa réelle identité est alors secrète, il doit faire face à Anakin Skywalker et Ahsoka Tano, qui ne sont pas au courant du plan.

##### Retour de Maul
Obi-Wan et Asajj Ventress affrontent Maul et Savage Oppress à bord d'un cargo. Ce duel semble tourner d'abord en faveur de Maul et Savage, mais le secours d'Asajj sauve Obi-Wan. Plus tard, Obi-Wan et Adi Gallia se battent à nouveau contre eux, cette fois sur Florrum. Lors de ce duel, Adi Gallia est tuée. Obi-Wan suit ensuite Hondo Ohnaka vers la base des pirates, mais il doit à nouveau faire face aux deux zabraks, qu'il parvient à repousser après avoir coupé un bras à Savage Oppress,.
Maul parvient, à l'aide de la Death Watch, à prendre le contrôle de Mandalore. Il capture alors Satine Kryze, mais celle-ci s'évade temporairement et envoie un message d'aide qui demande à Obi-Wan de venir la secourir. Elle est ensuite à nouveau retrouvée par les soldats de Maul. Obi-Wan répond alors à l'appel et se rend à Mandalore.
Cependant, lui aussi est capturé. Maul lui explique alors que le Côté obscur est plus intéressant que le Côté lumineux, tandis qu'Obi-Wan est impuissant devant lui. Maul tue alors Satine Kryze devant Obi-Wan, qui malgré tout affirme que sa volonté de rester dans le Côté lumineux est inébranlable.

#### La Revanche des Sith

##### Bataille de Coruscant
L'orbite de Coruscant est le terrain d'une violente bataille entre la CSI et la République. Le haut conseil Jedi envoie Obi-Wan et Anakin Skywalker sauver le chancelier Palpatine, prisonnier des séparatises, en s'attaquant au vaisseau amiral séparatiste, la Main Invisible. Alors que ce croiseur essaie de se dissimuler parmi les autres vaisseaux séparatistes tout en étant protégé par les chasseurs de la CSI, les deux Jedi s'approchent à bord de leurs intercepteurs, soutenus par l'escadrille Sept du capitaine « Odd Ball » Davijaan.
Les boucliers déflecteurs de la Main Invisible sont déjà partiellement endommagés. Obi-Wan et Anakin peuvent l'infiltrer à partir de zones vulnérables de la coque. Dans cet objectif, Anakin détruit le bouclier de confinement atmosphérique à l'entrée du hangar du croiseur.
Obi-Wan et Anakin s'aventurent à travers le vaisseau alors qu'il se désagrège rapidement et que des produits toxiques inondent des compartiments. Les deux Jedi affrontent Dooku et Grievous lorsqu'ils trouvent le chancelier. La gravité artificielle, les champs de tension et les compensateurs inertiels tombent en panne, mais le combat se poursuit, tandis que la Main Invisible chute vers la surface de Coruscant.
Le chancelier est finalement sauvé par Obi-Wan et Anakin, mais Grievous s'échappe, larguant au passage l'ensemble des capsules de sauvetage, et rejoint un vaisseau de la CSI. Les deux Jedi, accompagnés de Palpatine, se retrouvent à tenter de manœuvrer la Main Invisible en train de s'écraser sur Coruscant,.

##### Bataille d'Utapau
Obi-Wan se rend à Utapau, à la recherche de Grievous. L'administrateur de Pau City, Tion Medon, lui confirme la présence de Grievous. Comme l'armée séparatiste occupe Utapau depuis son arrivée bien que cette planète souhaite rester neutre durant la guerre, Tion soutient l'offensive républicaine guidée par Obi-Wan afin de chasser d'Utapau la CSI,,.
Lorsqu'Obi-Wan surprend Grievous, les deux généraux s'affrontent lors d'un duel au sabre laser, qui débouche sur une course poursuite. Obi-Wan, montant le varactyle Boga, traque alors Grievous sur sa moto-roue. Obi-Wan perd son sabre durant cette poursuite, et attrape alors de l'ennemi, qu'il force à quitter la moto-roue. Finalement, Obi-Wan tue Grievous en tirant sur son cœur,,,,,.
Bien que la mission à Utapau semble être une victoire pour Obi-Wan, le commandant Cody, dirigeant de l'armée clone ayant suivi Obi-Wan à Utapau, reçoit l'ordre de Dark Sidious de trahir les Jedi, désormais considérés comme des ennemis de la République. Obi-Wan échappe à l'ordre 66 en tombant dans un cratère de la planète. Il quitte alors Utapau à bord du vaisseau de Grievous, le Sans-âme, pour se rendre à Coruscant,,,.

##### Duel sur Mustafar
Obi-Wan, dissimulé dans le vaisseau de Padmé, retrouve Anakin sur la planète Mustafar. Croyant à une trahison, le Sith étouffe Padmé qui s'effondre, inanimée. Il s'ensuit un combat entre Obi-Wan et son ancien disciple.
Au terme de ce duel, Obi-Wan se trouve en hauteur à la rive d'un fleuve de lave tandis qu'Anakin se tient sur une plateforme sur le fleuve. Anakin tente alors d'attaquer son ancien maître en sautant vers lui, mais Obi-Wan lui coupe le bras gauche et les jambes. Ce qu'il reste du corps d'Anakin tombe alors vers le fleuve et se met à brûler en criant à Obi-Wan qu'il le déteste. Obi-Wan le quitte dans cette situation.

##### Sauvetage des jumeaux
Par la suite, Padmé, sauvée par Obi-Wan, met au monde les jumeaux Leia et Luke à Polis Massa, avant de mourir en couches. Les cachettes prévues pour les jumeaux sont alors décidées, et Obi-Wan est chargé de la protection de Luke.
Obi-Wan se réfugie sur Tatooine pour confier aux Lars le nouveau-né Luke Skywalker. Il se met alors à songer aux épreuves jusque-là endurées et à ce qui l'attend à l'avenir. Dès lors, il s'installe dans le désert de Tatooine, où il vit en ermite.

#### EntreLa Revanche des SithetUn nouvel espoir
Le message transmis par Obi-Wan aux Jedi survivants à la suite de l'ordre 66 explique à ces Jedi qu'ils ne doivent pas retourner au temple Jedi, qu'ils vivent des temps difficiles mais qu'ils doivent se fier à la Force pour espérer être sauvés par un « nouvel espoir ».
Une fois la guerre des clones terminée, Obi-Wan se cache sur Tatooine afin d'échapper à l'Empire galactique. Il est l'un des rares survivants de la grande purge Jedi. Il vit pendant 19 ans en ermite dans une petite cabane au milieu du désert. Il s'installe à 136 km de la ferme des Lars, afin de s'assurer que Luke Skywalker est en sécurité.
Il se fait appeler « Ben », son vieux surnom. Cela lui permet de ne pas révéler son identité et d'ainsi se cacher de l'Empire, qui poursuit sa traque des Jedi à travers la Galaxie.
Dans un premier temps, Obi-Wan s'entend assez bien avec Owen Lars. Cependant, lorsque ce dernier apprend qu'Obi-Wan souhaite faire de Luke un Jedi comme son père avant, les relations entre eux se dégradent, et Owen se met à blâmer souvent Obi-Wan, notamment lorsqu'il parle à sa femme, Beru.

##### Attaque de Krrsantan
Tatooine connaît quelques années après l'installation du Jedi ermite une période appelée « Grande sécheresse », qui amène le baron du crime Jabba le hutt à demander des tributs plus importants aux fermiers d'humidité. Comme la ferme des Lars est protégée par le mystérieux Ben Kenobi, Jabba envoie un chasseur de primes, le wookiee Krrsantan le Noir, le tuer.
Krrsantan capture Owen, comme otage afin d'attirer Obi-Wan, qui finit par arriver. Il explique qu'il sait qui est Krrsantan et qu'il a été expulsé de Kashyyyk. Obi-Wan tente d'utiliser la Force pour influencer l'esprit du wookiee et ainsi régler ce problème, mais son adversaire s'attaque à lui et parvient presque à le tuer.
Obi-Wan reprend tout de même rapidement le dessus. Il éborgne alors Krrsantan à l'aide de son sabre laser. Le wookiee finit par battre en retraite à cause de ses blessures, tandis qu'un Luke encore jeune vient récupérer Owen à bord d'un T-16 Skyhopper. Krrsantan quitte Tatooine et laisse les Lars et Obi-Wan tranquille, ce que Jabba vit comme une trahison.

##### Affrontement contre Maul
En 2 av. BY, Obi-Wan/Ben, devenu vieux, fait la rencontre d'Ezra Bridger sur Tatooine. Ce dernier, accompagné du droïde Chopper, est venu lui demander de rejoindre la Rébellion et l'informer que son vieil ennemi, Dark Maul, le cherche aussi. Le Zabrak le retrouve justement peu après, une fois le jeune rebelle et le droïde partis. Maul cherche à savoir pourquoi un maître Jedi comme Obi-Wan se cache dans un lieu aussi perdu que Tatooine. Comprenant qu'il est sur le point de découvrir la vérité sur Luke Skywalker, Obi-Wan engage un combat très bref et finit par trancher le sabre de Maul, le blessant mortellement à la poitrine. Avant de rendre son dernier souffle, l'ancien apprenti Sith demande, si Luke « est l’Élu ». Obi-Wan le confirme, et Maul déclare qu'il les vengera de Palpatine et des Sith. Puis Maul meurt dans les bras d'Obi-Wan, ayant fait la paix avec son ancien adversaire. Peu après avoir enterré le corps de Maul, Obi-Wan observe discrètement le jeune Luke rentrer chez lui alors qu'il passe à proximité de la ferme des Lars à dos de Dewback (Sorte de Grand Lézard servant de monture).

#### Un nouvel espoir

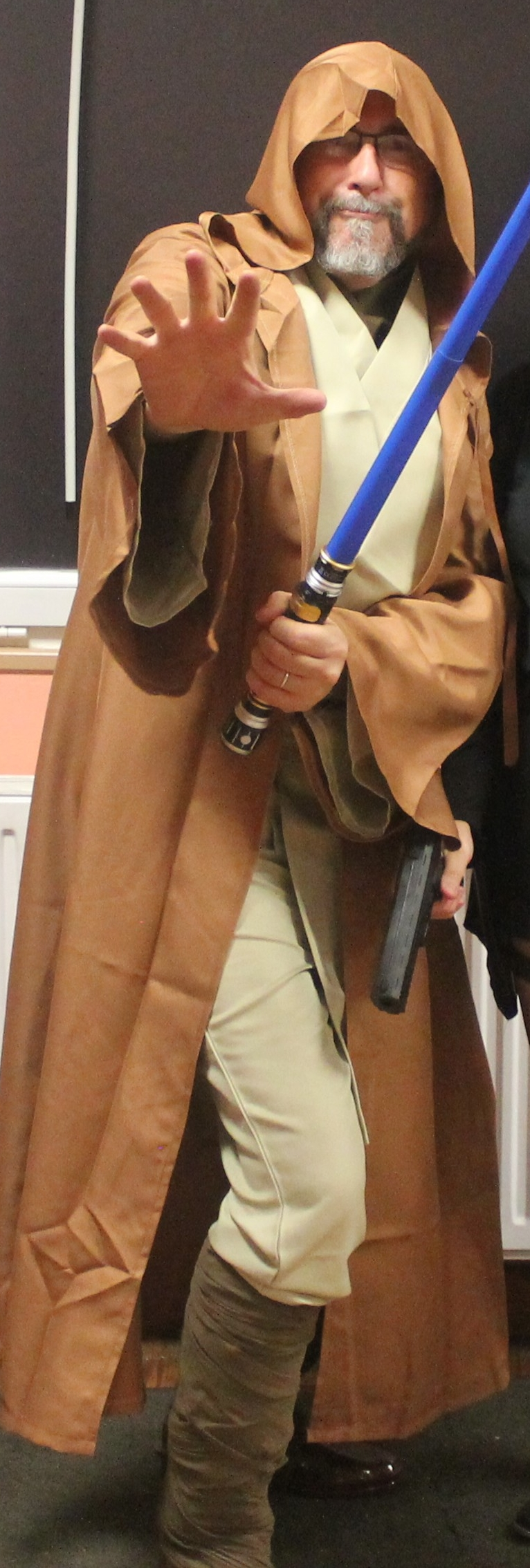
Cosplay de Ben Kenobi

Le jeune Luke Skywalker reçoit de son oncle Owen Lars l'ordre de réviser deux droïdes que celui-ci vient d'acheter aux Jawas. Ce sont R2-D2 et C-3PO. En nettoyant R2-D2, Luke déclenche un hologramme dans lequel la princesse Leia Organa appelle au secours un certain Obi-Wan Kenobi. Luke fait instantanément le lien avec le vieux fou « Ben » Kenobi qui vit seul dans le désert de Tatooine.
Profitant que Luke ne le surveille plus, R2-D2 s'enfuit de la ferme des Lars pour retrouver Obi-Wan. Quand Luke découvre sa disparition, C3-PO l'informe des intentions de R2-D2. Luke décide de partir à sa recherche en landspeeder le lendemain matin. Luke rattrape R2 mais est attaqué par un homme des sables. Alors qu'ils allaient l'achever, les hommes des sables s'enfuient à l'arrivée d'Obi-Wan. Celui-ci emmène Luke chez lui pour le soigner. Là, il prend connaissance du message crucial de Leia : rejoindre l'Alliance rebelle sur Alderaan avec R2-D2 qui contient des plans secrets, volés à l'Empire Galactique, qui pourront sauver la galaxie.
Obi-Wan explique à Luke qu'il est réticent à l'idée de croire à la mort d'Anakin Skywalker, le père de Luke. Mentionnant la guerre des clones, il explique alors qu'Anakin était un Jedi puis donne à Luke le sabre laser paternel. Obi-Wan invite alors Luke à le suivre jusqu'à Alderaan.
Obi-Wan emmène finalement Luke avec lui au spatioport de Mos Eisley, un repaire de criminels. Alors qu'il cherche un pilote qui puisse les conduire à Alderaan, Obi-Wan rencontre le wookie Chewbacca, qui le présente à Han Solo, capitaine d'un vaisseau, le Faucon Millenium.
Pendant le trajet jusqu'à Alderaan, Obi-Wan entraîne le jeune Luke aux techniques du sabre laser et à l'utilisation de la Force, pour user du sabre laser, plus intuitivement. Arrivés à proximité de la planète, ils constatent avec horreur que cette dernière a été rayée des cartes par l'Étoile Noire, le redoutable engin de guerre secret de l'Empire. Le vaisseau de Solo est capturé par un champ magnétique et amené de force à bord de la gigantesque station spatiale.
Alors que Luke, Han et le Wookie délivrent la princesse Leia, Obi-Wan désactive le rayon tracteur qui empêchait le vaisseau de Han de repartir. Sa présence est sentie par Dark Vador : les deux anciens amis s'affrontent à nouveau, dans le couloir menant aux hangars. Obi-Wan se fait alors tuer par Vador pour permettre à Luke, Leia, Han, Chewbacca et les droïdes de s'enfuir. En réalité, Obi-Wan, en recevant le coup fatal au niveau du cou, a disparu physiquement pour ne faire plus qu'un avec la Force, utilisant la technique de son maître Qui-Gon.
Lors de la bataille de Yavin, l'esprit d'Obi-Wan intervient vocalement pour conseiller Luke et l'encourager à utiliser la Force plutôt que de faire confiance à son ordinateur de bord, afin de tirer une salve dans le réacteur de l'Étoile Noire, ce qui provoquera l'explosion de la station spatiale de combat.

#### AprèsUn nouvel espoir
Obi-Wan apparaît à Luke sur Hoth sous une forme fantomatique. Il conseille au jeune homme de suivre les enseignements de Yoda sur Dagobah. Plus tard dans le film, Yoda fait part à l'esprit d'Obi-Wan de sa méfiance vis-à-vis de Luke due à son insouciance. Mais Obi-Wan encourage le vieux Jedi à enseigner au jeune homme les bases de la Force. Il apparaît de nouveau à Luke en le mettant en garde contre le Côté Obscur avant que ce dernier ne parte affronter Vador et apprenne la vérité sur son lien de famille avec le Seigneur Sith.
À la mort de Yoda, l'esprit d'Obi-Wan apparaît une nouvelle fois à Luke pour lui dévoiler la vérité sur son père Dark Vador, autrefois Anakin Skywalker. Luke apprend également l'existence d'une sœur jumelle, qui n'est autre que la princesse Leia. Obi-Wan soutient le jeune homme une dernière fois avant son combat final contre son père et l'empereur Palpatine.
Durant la célébration de la victoire de l'Alliance rebelle sur la lune forestière d'Endor, Obi-Wan apparaît aux côtés de Yoda et d'Anakin Skywalker, tous sous la forme de spectres de Force.
Des décennies plus tard, Rey se retrouve attirée par des voix la guidant vers le sabre laser d'Anakin Skywalker, caché dans un coffre. En touchant ce dernier, des visions mêlées à plusieurs voix lui parviennent, y compris celle d'Obi-Wan lui adressant : « Rey… ce sont tes premiers pas. »
Lors de l'affrontement final entre Rey et l'Empereur, la voix d'Obi Wan est entendue parmi les voix de nombreux autres Jedi défunts, lesquelles se manifestent pour aider Rey à terrasser à jamais l'Empereur Sith.

### UniversLégendes
À la suite du rachat de la société Lucasfilm par The Walt Disney Company, tous les éléments racontés dans les produits dérivés datant d'avant le 26 avril 2014 ont été déclarés comme étant en dehors du canon et ont été regroupés sous l’appellation « Star Wars Légendes ».

#### AvantLa Menace fantôme
La série de livres Les Apprentis Jedi raconte sa jeunesse et sa formation avec Qui-Gon Jinn. Elle se déroule entre -44 et -39. Elle comprend deux éditions spéciales qui se déroulent en partie un peu plus tard.

#### EntreL'Attaque des clonesetLa Revanche des Sith
La guerre des clones fait rage à travers la Galaxie, et des conflits locaux émergent, comme la guerre civile de Jabiim, qui oppose les colons républicains aux colons séparatistes. L'intervention de l'ordre Jedi le conduit à d'importantes pertes. Obi-Wan Kenobi notamment est temporairement présumé mort à la suite de la bataille de Jabiim.

## Caractéristiques
Obi-Wan Kenobi est un homme humain d'une hauteur de 1,79 m puis de 1,82 m. Il porte généralement une bure Jedi. Il est réputé notamment pour sa maîtrise du sabre laser exceptionnelle et surtout son talent en négociation. Il n'apprécie pas le pilotage mais témoigne tout de même d'un talent particulier de pilote,.
Obi-Wan porte une tunique de Jedi durant l'ère de la République galactique. Pendant la guerre des clones, Obi-Wan porte dans un premier temps une armure de soldat clone, avant d'opter par la suite pour une sorte d'hybride entre armure et tunique. Alors qu'il est connu sous le nom de Ben Kenobi, il porte une tunique vieillie et d'un brun plus foncé lorsqu'il affronte Dark Vador.
Alors qu'il est apprenti de Qui-Gon Jinn, il est coiffé en padawan, avec notamment la tresse caractéristique de ce statut. Alors qu'il est chevalier Jedi, sa coupe ressemble à celle de Qui-Gon, puis durant la guerre des clones elle est plus courte. Il porte alors une barbe rousse, comme ses cheveux. Avec l'âge, ses cheveux et sa barbe blanchissent ensuite.
Obi-Wan reste généralement plutôt calme et respectueux. Toutefois, il est, malgré ses attitudes de diplomate, un peu prétentieux et cynique. Il n'hésite par ailleurs pas à insulter sagement pour déstabiliser ses adversaires.
Cependant, favorisant les solutions non-violentes, il préfère utiliser par exemple le contrôle mental par la Force pour régler des litiges. Lorsqu'il doit tout de même se battre, Obi-Wan favorise la défense à l'attaque : pour vaincre son adversaire, il lui renvoie ses propres attaques.

## Interprètes

Alec Guinness, l'interprète d'Obi-Wan Kenobi pour les épisodes IV à.

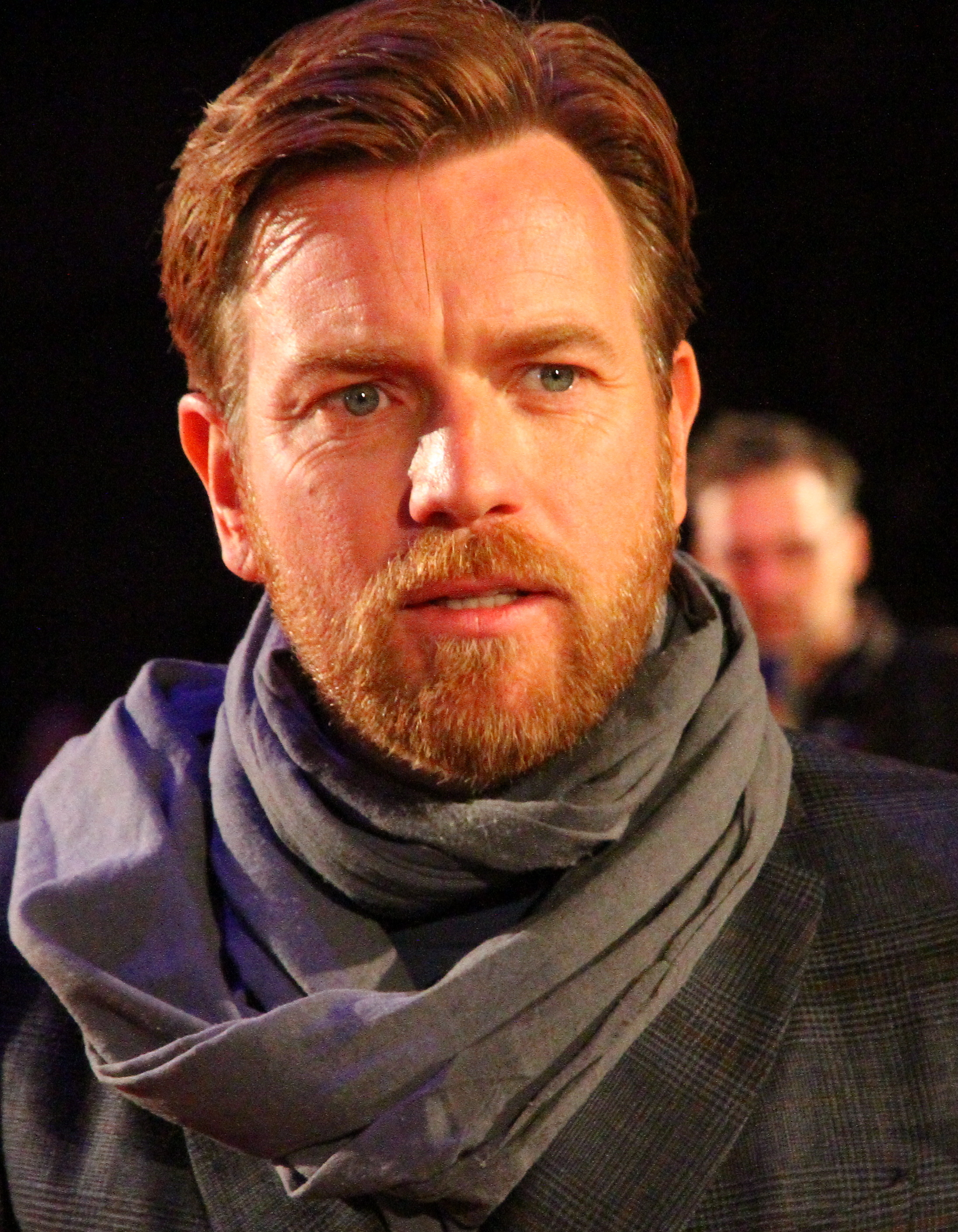
Ewan McGregor, l'interprète d'Obi-Wan Kenobi pour les épisodes à III.

Obi-Wan a été interprété par Alec Guinness dans la première trilogie, puis par Ewan McGregor dans la seconde trilogie. Dans La Revanche des Sith, Ewan McGregor porte une barbe taillée de la même façon que celle d'Alec Guinness dans la trilogie originale. Pour se rapprocher de la prestation de Alec Guinness, il a regardé plusieurs de ses films pour travailler ses gestes et ses mimiques.
Pour les films Le Réveil de la Force et L'Ascension de Skywalker, Ewan McGregor enregistre des dialogues ensuite superposés avec des enregistrements de Alec Guinness, décédé en 2000,.
Le 24 août 2019, Ewan McGregor annonce qu'il interprète de nouveau le personnage dans une série qui lui sera dédiée. Ewan McGregor explique toutefois lors d'une interview à Entertainment Weekly en 2022, à l'occasion de la promotion de la série sur son personnage, qu'originellement il était sceptique à l'idée d'incarner un personnage déjà connu lors du casting pour La Menace fantôme. Il affirme qu'ensuite il s'y est adapté malgré ses réticences,.
Dans l'animation, la version d'Obi-Wan de la guerre des clones est interprétée par James Arnold Taylor, qui lui prête notamment sa voix dans la série Clone Wars, le film The Clone Wars et la série qui en découle.
Dans la série Rebels, il reprend le rôle dans le premier épisode Prémices d'une Rébellion (Spark of Rebellion) tandis que le comédien Stephen Stanton (en) prête sa voix à la version « Première trilogie » dans l'épisode Au cœur du désert (Twin Suns).
Dans Rebels, lorsqu'Ezra Bridger découvre le « monde entre les mondes », de courts extraits d'autres œuvres audiovisuelles de la franchise sont entendus, dont notamment des passages dans lesquels Obi-Wan Kenobi intervient. Ainsi, les voix d'Alec Guinness, Stephen Stanton et James Arnold Taylor sont entendues, mais pas celle d'Ewan McGregor, quatrième des principaux interprètes d'Obi-Wan.

### Voix françaises
- Philippe Dumat : épisodes IV, V, VI
- Bruno Choël : épisodes I, II, III, VII, IX, The Clone Wars (film), The Clone Wars (série, saison 1 à 4 et 7), Rebels (saison 1, épisode 1), Obi-Wan Kenobi (mini-série), Tales of the Jedi (série, saison 1, épisode 5)
- Jean-Pierre Michaël : The Clone Wars (série, 2e voix, saison 5 à 6)
- Vincent Violette : Rebels (saison 3, épisode 20)

## Concept et création
Pour interpréter le personnage d'Obi-Wan Kenobi dans Un nouvel espoir, George Lucas cherche d'abord à donner le rôle à l'acteur Toshirō Mifune, qui a joué dans Les Sept Samouraïs, un film japonais qui a inspiré Lucas dans sa conception de Star Wars. Quand l'acteur refuse, Lucas lui propose alors le rôle de Dark Vador, aussi rejeté, Mifune considérant que l'œuvre de Lucas serait un film pour enfants.
Obi-Wan et Yoda doivent initialement apparaître sous forme de spectres de Force afin de protéger Luke Skywalker lorsqu'il est attaqué par les éclairs de Force projetés par l'Empereur, dans Le Retour du Jedi. Toutefois, l'idée n'est finalement pas conservée, afin de privilégier l'explication de la rédemption de Dark Vador, qui décide de se retourner contre l'Empereur pour sauver son fils.
Dans la séquence de la bataille de Coruscant de La Revanche des Sith, Obi-Wan est identifié comme « Red Leader », en référence au même titre porté dans Un nouvel espoir par le pilote Wedge Antilles, interprété justement par Denis Lawson, l'oncle d'Ewan McGregor, qui interprète alors Obi-Wan.

## Accueil
Les répliques d'Obi-Wan font l'objet de deux classements sur le site Internet Screen Rant. Le premier classe les plus drôles quand le second classe les plus sournoises. Ces deux articles perçoivent alors Obi-Wan comme un Jedi sage et intelligent, mais aussi insolent et amusant parfois. Ainsi, Obi-Wan y est vu comme un important ressort comique aux films Star Wars,.
Toujours selon Screen Rant, Obi-Wan devient le personnage le plus intéressant de La Revanche des Sith, bien qu'il soit censé s'agir d'Anakin Skywalker. L'article dessus déclare qu'Obi-Wan incarne le Jedi par excellence, autant au niveau des compétences que des valeurs, et affirme aussi qu'il possède les répliques les plus mémorables. Enfin, l'article présente Obi-Wan comme le héros du film, puisqu'Anakin rejoint le Côté obscur dès le milieu du film.

### Rôle de mentor
Obi-Wan Kenobi fait office de figure paternelle pour le héros Luke Skywalker lorsqu'il apparaît dans Un nouvel espoir. Il le guide alors et joue un rôle important dans son enseignement. En ce sens, Obi-Wan, comme les personnages de Yoda et de Qui-Gon Jinn par la suite, joue le rôle du mentor. Ainsi, archétype du mentor, Obi-Wan s'inscrit dans une tradition de personnages existante depuis la mythologie grecque, dont le nom de personnage de Mentor provient. Par ailleurs, dans la mythologie, Mentor est, comparablement à Obi-Wan, un ami d'Ulysse chargé de l'éducation de son fils Télémaque.
Ainsi, la mort d'Obi-Wan, tué par Dark Vador, permet ensuite de vérifier si le héros, en l'occurrence Luke Skywalker, a bien retenu les enseignements du mentor. Le décès de la figure paternelle qu'est Obi-Wan représente alors pour Luke le passage à l'âge adulte et lui réclame une certaine autonomie et une certaine sagesse qui lui permettront de triompher. En cela, la fin brutale de la formation est un élément clé dans le voyage du héros tel que le conçoit Joseph Campbell dans Le Héros aux mille et un visages.

## Postérité
Plusieurs mèmes sur Obi-Wan sont répandues sur le Web. Ceux-ci reprennent alors par exemple des instants du duel sur Mustafar.
L'émission télévisée Qui veut gagner des millions ? est diffusée sur TF1 dès 2000, soit un an après la sortie de La Menace fantôme, film dans lequel Obi-Wan est l'un des principaux protagonistes. L'émission télévisée Les Guignols de l'info s'amuse alors à parodier Qui veut gagner des millions. Dans sa série de parodies, la marionnette qui représente l'animateur Jean-Pierre Foucault met « Obi-Wan Kenobi » en réponse D à chacune des questions qu'elle pose.
La municipalité de Lubicz, non loin de Toruń, en Pologne a décidé le 30 décembre 2004 de donner le nom de rue d’Obi-wan Kenobi à une rue du village de Grabowiec (en).
Obi Wan est le nom du night-club à Shanghai d'où s'échappe Indiana Jones au terme d'un combat épique contre Lao Chan et ses sbires au début du film Indiana Jones et le Temple maudit, réalisé par Steven Spielberg sur une histoire de George Lucas.